# Liveni, Botoșani
Liveni este un sat în comuna Manoleasa din județul Botoșani, Moldova, România.

## Localizare geografică
Se află la 60 km nord-est de Botoșani, pe malul râului Prut în Câmpia Moldovei și 7 km nord de reședința Manoleasa.

## Istoric
Liveniul este atestat documentar la 17 august 1667, acestea fiind unele din cele mai vechi așezări atestate documentar din această zonă. Originea și evoluția așezărilor din satul Liveni, după urmele materiale descoperite în zonă, deducem că și în acest teritoriu, omul și-a început existența încă din paleoliticul inferior, chiar dacă nu sunt studii de specialitate în acest sens.
- Paleoliticul mijlociu (musterianul) a fost identificat în perimetrul comunei în trei puncte arheologice: Stânca, Livenii-Vechi, Vatra Satului, Livenii Noi și La Bâtci (N. Zaharia, M. Petrescu Dâmbovița, Em. Zaharia - 1970).

Așezarea se pare că era situată pe terase și la baza pantelor în apropiere de apă potabilă în locuri ce erau prielnice pescuitului și vinului, ocupații ce constituiau principalele îndeletniciri ale populației.
Tot în această perioadă și continuând în paleoliticul superior, omul acestor locuri a trebuit să renunțe la viața seminomadă și să caute adăpost în așezări în aer liber.
- În ceea ce privește mezoliticul, este slab reprezentat în zonă, cercetările făcute până acum neidentificând urme edificatoare acestei perioade.
- Neoliticul  spre deosebire de paleolitic și mezolitic este mult mai bine reprezentat, în mod deosebit, perioada Culturii Cucuteni una din cele mai reprezentative culturi neolitice europene.

Astfel, Cultura Cucuteniană, faza B este identificată pe teritoriul satului Liveni în două puncte La Bâtci și la Sărături, faze neprecizate ale Culturii Cucuteni fiind identificate și alte puncte.
- Epoca bronzului este slab reprezentată pe raza satului Liveni.
- Epoca fierului este identificată în punctele Valea Ciocoiului, Liveni – Stânca, Livenii Vechi.

Apare și aici centralizarea triburilor geto-dace, se accentuează destrămarea comunei primitive și apare obștea sătească.
Continuitatea de locuire pentru secolul I- II î.Hr. este exprimată prin descoperirile de la Liveni – Valea Ciocoiului.
După secolul al III-lea î.Hr. populația și-a continuat existența înfruntând toate vicisitudinile vremurilor – în primul rând invaziile populațiilor migratoare, chiar dacă temporar a trebuit să renunțe la vechile așezări, retrăgându-se din fața invadatorilor.
	Urmele arheologice ce demonstrează această idee au fost găsite la Liveni: Stânca, Livenii Vechi, La Bâtci, Armaș, La Stâncuța, La Sărături și la Valea Iazul lui Bogdan.
Contactul cu lumea slavă este atestat prin descoperirile din aceleași puncte, unde s-au găsit fragmente de ceramică decorată cu incizii în val sau alveole și care atestă că slavii nu atinseseră un nivel prea ridicat în perfecționarea mesteșugurilor.
- În feudalism așezarea își continuă existența ca sat supus instituției bisericești – Livenii Mitropoliei (secolul al XIV - lea) – I.Sandru, V. Baican – 1984.

Pentru secolul al XVI – lea este atestat satul Șerpenița – 28 iulie 1509, iar în secolul al XVII –lea este atestată localitatea Liveni – 17 august 1667, acestea fiind unele din cele mai vechi așezări atestată documentar din această zonă.
Pentru secolul al XVIII – lea informațiile pentru teritoriul prezentat sunt neconcludente, ca urmare a unei studieri mai puțin aprofundate.
Începând însă cu secolul al XIX-lea, lucrările cercetate ne dau posibilitatea să menționăm că la 1816 exista ca așezare Livenii – Sfintei Mitropolii (Condica Vistierului Moldovei – 1816).
	Un alt document care atestă existența Livenilor din această perioadă este Harta rusească din 1835 (C.C. Giurașcu - 1957).
	În a doua jumătate a secolului al XIX –lea ca urmare a legilor  de împroprietărire din 1864, 1878 – 1879, 1881, localitatea Liveni își continuă existența  și apare împreună cu Șerpenița, ca aparținând de comuna Adășeni, comuna care la rândul ei aparținea de plasa Bașeu, Județul Dorohoi (indicele comunelor României – după noua organizare a legii comunale – 1865).
Pentru sfârșitul secolului al XIX – lea documentele menționează existența Livenilor – Vechi a Mitropoliei, Stânca Livenii Noi și Șerpenița, aparținând de plasa Bașeu, Județul Dorohoi – Filipescu Dubău – 1891.
Așezarea Liveni de la sfârșitul secolului al XIX – lea prezintă o serie de caracteristici ca urmare a legilor aplicate având științe de organizare mai sistematice iar Livenii Noi au o structură geometrică a rețelelor de străzi, care se păstrează și astăzi.
Din 1864 Livenii apar ca localitate administrativă sistematizată forma pe care o păstrează până în 1926 cu specificația că îi anumite perioade din punct de vedere administrativ a fost unită cu satul Badragi Bădragii Vechi, Edineț  de pe malul stâng al Prutului.
	În secolul al XX –lea ca urmare a împroprietăririi din 1921 pe raza comunei Liveni apar satele Loturi și Iorga.
În 1926 Livenii își continuă existența de calitate administrativă până în 1968 când desființată în mod abuziv de către programul comunist, ca urmare a împărțirii teritorial-administrative din 3 iunie 1968, aparținând comunei Manoleasa.
	Din 1968 până în 1989, deci timp de 21 de ani, Livenii cu satele limitrofe au trăit din toate punctele de vedere cea mai neagra perioada a existenței sale, urmele lasate de „epoca de aur” fiind vizibile aici la tot pasul.
Construirea lacului de acumulare de pe Prut, a impus o restructurare a rețelei de așezări  din comuna, implicând desființarea satului Șerpenița, sau strămutarea unor  părti de vetre de sat și grupări de gospodării care cădeau sub curba de nivel de la cota 98,20 m (ex. Livenii Vechi și Livenii Noi).
O alta cauză a scăderii nivelului de trai a populației și totodată a scăderii numărului de locuitori a fost colectivizarea agriculturii cu toate consecințele negative ce au decurs din aceasta.
Totuși, și în aceasta perioadă destul de grea oamenii prin munca lor au reușit să-și ridice o școala nouă, o gradiniță spațioasă, un magazin al fostei cooperației de consum cu sediul nou, ne mai punând la socotela investițiile făcute pentru ridicarea clădirilor din dotarea CAP-ului.
La ora actuală în fosta comuna Liveni există ca instituții de cultură, învățământ și sănătate urmatoarele obiective:
Școli generale, o gradiniță, 2 biserici, un cămin cultural și un dispensar uman. În ceea ce privește comerțul și desfacerea mărfurilor existente pe raza satelor Iorga, Loturi și Livenii Noi sunt aproximativ 14 magazine privatizate iar în domeniul prestărilor de servicii agricole, exista 6 prestatori particulari de sisteme de mașini și tractoare proprii.

## Geografie
Teritoriul localitații Liveni, județul Botoșani ocupa pe hartă o poziție nord-estică, iar ca așezare geografică în cadrul actualei comune Manoleasa, este așezată în partea de nord a centrului de comună, având ca vecini: la nord-vest comuna Mitoc, la sud satul Manoleasa-Prut , la vest satul Flondura și comuna Avrămeni, iar la est limita este dată de granița țării noastre cu Republica Moldova,  reprezentată în acest sector de apele lacului Stânca-Costești de pe Râul Prut.

### Așezare geografică și relieful
Dacă privim acest centru administrativ din punct de vedere fizico-geografic, teritoriul studiat aparține laturei estice a Câmpiei Moldovei, cuprinzand zona râului Prut de la hotarul comunei Mitoc (la liziera) și până la hotarul cu satul Manoleasa-Prut.
Cu particularități fizico-geografice generale ale satului Liveni, acestea sunt proprii unei câmpii deluroase de silvostepă, proprie Plataformei Modovenești, un relief puțin accidentat, un climat continental, cu precipitații reduse si perioade de secetă, vegetația și fauna de silvostepă, soluri cernoziomice.
Aceste caracteristici fizico-geografice au oferit încă din trecutul îndepărtat al istoriei condiții pentru așezarea în aceste locuri a populației, intim legată de valea Prutului, deoarece în decursul istoriei aceasta a fost un adapost și o regiune ideală pentru dezvoltarea agriculturii.
	În ceea ce privește condițiile naturale, fiind componentă a Câmpiei Moldovei, relieful satului Liveni are aceiași origine și evoluție cu relieful acesteia, format datorită activității intense  desfășurate de arterele hidrografice, ajutate de ceilalți factori ai denudației care au sculptat cu usurință depozite geologice, cu facies petrografic în general argilos mai puțin rezistent la eroziune. Tot pe raza satului Liveni au fost puse în evindență conglomerate cu silex si nisipuri cuartoase folosite cu materii prime in industria  sticlei. Ele au fost puse în evidență prin forare, asemenea aflorimente găsindu-se pe malul Prutului de la Miorcani, Hudești, Crasnaleuca, Mitoc și Liveni. Tot ca substanță naturală utilă oferită de structura geologică a Livenilor, sunt rocile calcaroase localizate  în special la Stânca, Livenii-Vechi folosite ca materie primă pentru fabricarea varului, datorită conținutului bogat în CaCo3, ca agregat pentru betoane de mărci superioare, materiale de construcții etc.
	In privința reliefului, din punct de vedere geomorfologic aparține, așa cum am precizat Câmpiei Moldovei, caracterizat printr-o forma larg vălurată, cu interfluvii colinare, deluroase, sau sub formă de mici platouri joase.
Relieful actual este rezultatul unei îndelungate evoluții subaeriene desfășurată în pliocen și cuaternar, ca urmare a condițiilor favorabile pe care le-a oferit acest teritoriu pentru activitatea factorilor modelatori.
O modificare esențiala în ceea ce privește relieful, pe raza satului Liveni, s-a produs prin construirea punctului hidrologic Stânca Costesti, care pe de o parte a avut și are un rol benefic pentru zona din care face parte și Livenii, dar pe de alta parte constituie un important factor  de transformare a naturii în general, iar în particular  a dus la distrugerea pe suprafețe foarte întinse a florei și faunei din zona Liveni și chiar pe întreaga lungime a lacului de acumulare – 74 km.
Totodată în lungul acestei porțiuni, de la barajul lacului până în coada lui – localitatea Crasnaleuca – în ultimii ani, au început să apară forme evidente de colmatare care în viitor vor putea aduce modificări în morfologia preexistenta a zonei și a Râului Prut.

### Apele, flora și fauna
Din punct de vedere geobotanic, teritoriul satului Liveni aparține vegetației de silvostepă, reprezentată prin mici ochiuri de stepă și pâlcuri de pădure.
Ochiurile de stepă, cu o mare răspandire  în trecut, se mai păstrează în prezent, doar pe suprafețele destinate pașunilor iar la partea superioară a interfluviilor apar pădurile – „Pădurea Liveni”.
Biocenoza satului Liveni cuprinde o lume variată, în funcție de forma de relief și de factorul geobotanic.
Astfel în zona de deal și terenuri agricole vom întâlni o populație numeroasă reprezentată prin mamifere din grupul rozătoarelor (popândăul, cățelul de pământ, soarecele de câmp, hârciogul etc.) iar din rândul rozătoarelor mari vom întalni iepurele de câmp.
Între carnivore pot fi găsite: dihorul, vulpea, jderul etc.
Aceasta biocenoză mai cuprinde o lume variată de păsări reprezentată prin: prepelița, potârnichea, grauri, ciocârlii, cinteze, vrabii, sticlete, ciori etc.
Biotopul din pădurea Liveni adăpostește o foarte numeroasă faunistică de mamifere: căprioara, porcul mistreț, bursucul, foarte rar lupul; iar păsările sunt reprezentate prin numeroase specii din care proprii pădurii Liveni amintim: coțofana, graurul, ciocănitoarea, cucul, pupăza etc.
Fauna acvatică din Prut este reprezentată prin crap, șalau, somn, știuca, plătică, avatul, carasul etc.
In conformitate cu „Sistemul roman de clasificare a solurilor - 1980” diferențiem pentru Liveni următoarele clase și tipuri de sol:
1. Clasa molisolurilor – reprezentată prin: cernoziom, cernoziom cambic, solurile cenușii.
2. Clasa solurilor hidromorfe reprezentată prin lacoviști (soluri cu exces de umiditate și cu o slabă mineralizare).
3. Clasa solurilor halomorfe reprezentată prin sărături.
4. Clasa solurilor reevaluate  - reprezentată prin: regosoluri, solul aluvial.

Dinamica și structura condițiilor naturale nu poate fi concepută și explicată fără acțiunea umană, căreia îi este specifică participarea activă și conștienta la cunoașterea, transformarea și valorificarea potențialului mediului natural, prin intermediul tehnicii elaborate de evoluția modului de producție.
În acest context se impune cu necesitate cunoașterea potențialului uman actual pentru a putea continua corelat cu caracteristicile economice, cu dinamica, structura, volumul și nivelul tecnic al producției materiale.

## Demografie
Prezentarea evoluției numerice a populației comunei Manoleasa este relativ dificilă, primele date de la care se poate pleca fiind cele de la începutul secolului al XIX – lea, înscrise în condica visteriei Moldovei – 1816.
Acestea  menționează pe raza fostei comune Liveni existența a doua așezări – Liveni și Șerpenița cu douazeci și trei de birnici, aici incluzându-se și localitatea Zahoreni ce aparține în prezent de comuna Manoleasa.
Conform datelor oferite de hărțile rusești din 1835, pe teritoriul actualei comune Manoleasa apar înscrise 6 așezări ce cuprindeau între 5 și 20 de familii, adică aproximativ 600 locuitori. De menționat este faptul că dintre aceste 3 așezări erau în perimetrul fostei comune Liveni (Livenii-Vechi, Livenii-Noi și Șerpenița).
La mijlocul secolului al XIX – lea, documentele precizează existența a 10 așezări pe teritoriul actualei comune Manoleasa,  reputându-se însă aprecia numărul de locuitori, satele actuale ale comunei, aparținând de 3 comune din plasa Bașeu.
Din datele prezentate mai sus reise clar că în decursul timpului, indiferent  de epoca parcursă, localitatea Liveni a fost preponderent majoritară atât cât privește numărul de locuitori cât și suprafața de teren deținută de aceștia.
Trebuie specificat totuși că în decursul timpului au avut loc fluctuații în ceea ce privește creșterea sau descreșterea populației în toate satele actualei comune.
Astfel începând cu reforma agrara în 1864, împroprietarirea „însurățeilor” de la 1888, numărul locuitorilor a sporit mereu ajungând în 1912 la 3.323 locuitori, în 1912 – 1950 caracterizată printr-un indece sporit de natalitate face ca numărul de locuitori să ajungă la 5.203, în perioada 1930- 1956, locuitorii actualei comune ajung la 5572 locuitori.
Din anul 1956 până în 1966 dinamica populației se menține cam la același nivel 5571. Trebuie facuta specificația că în cele doua perioade când au avut loc cele două razboaie mondiale, dinamica și structura populației au fost stânjenite considerabil. Un allt aspect care a dus la înregistrarea unui spor negativ în perioada 1971 – 1989 a fost migrarea populației spre zonele puternic industrializate sau sper zone cu deficit de brațe de muncă în agricultură (zona Dobrogei).
Creșterea cea mai evidentă a populației se înregistrează în perioada 1966 – 1961, cand s-a menținut un spor natural pozitiv prin intervenția spațiului cu legea privind redresarea natalității în România din 1968.
Scăderea considerabilă a numărului de locuitori după aceasta perioadă este urmare a sporului natural mic, a unui spor migrator negativ, datorat potențialului economic redus al comunei, la care se adaugă strămutarea un sat (Șerpenița) de pe raza comunei Liveni, precum și a unor gospodării din satul Livenii-Vechi, ca urmare a construirii lacului de pe Prut. Locuitorii strămutati s-au localizat în satele Liveni, Iorga sau în alte localităti din afara comunei noastre.
În ceea ce privește structura pe grupe de vârstă, putem spune că în urma ultimelor recensăminte efectuate, aceasta structura ar arata în felul următor:
- Tineret 0 – 14 ani = 28,6 %
- Adulți 15 – 59 ani= 53,4 %
- Peste 60 ani	= 18 %

În structura pe sexe se constată un indice constant, în ceea ce privește perioada ultimilor ani, adică 47,5% bărbați și 52,5 % femei, cu o usoară tendința de creștere a indiciului populației masculină în ultima perioadă – spre 47,7 %.
Densitatea populației fostei comune Liveni , constituie un indicator reprezentativ, în comparație cu celelalte așezări ale actualei comune Manoleasa, datele oficiale existente prezentându-se astfel: Flondura 19 loc/kmp, Iorga 17 loc/kmp, Liveni 21 loc/kmp, Manoleasa 14 loc/kmp, Manoleasa – Prut 10 loc/kmp, Sadoveni 14 loc/kmp, Zahoreni 14 loc/kmp.
Rezultă că fosta comuna Liveni prezintă densitatea cea mai mare în eea ce privește populația – respectiv 22,6 loc/kmp.
Analiza geografică a peisajului rural din zonă satului Liveni, impune și studierea așezării umane – component complex a spațiului geografic ce oglindește natura locului, modul de viață al populației și multiplele aspecte ale interacțiunii dintre cadrul natural și om în procesul umanizrii și valorificării economice a acestuia.